# Districte de Nyagatare
El districte de Nyagatare és un akarere (districte) de la província de l'Est, a Ruanda. La seva capital és Nyagatare.

## Geografia
Nyagatare és el districte més gran de Ruanda. Es troba en una zona de planures herbassars i turons baixos, amb excel·lents vistes en totes les direccions, incloses les muntanyes del sud d'Uganda i, en un dia molt clar, el volcà Virunga. El districte té una temperatura més alta en comparació amb les altres parts del país. També rep precipitacions més baixes.
La terra no es conrea tan extensament com altres zones del país, i hi ha una gran quantitat de bestiar.
Es divideix en 14 sectors de 106 cel·les i 630 pobles "Imidugudu". Limita amb Uganda al nord, Tanzània a l'est, al sud al districte de Gatsibo i al districte de Gicumbi de la província del nord.

## Sectors
El districte de Nyagatare està dividit en 14 sectors (imirenge): Gatunda, Kiyombe, Karama, Karangazi, Katabagemu, Matimba, Mimuli, Mukama, Musheli, Nyagatare, Rukomo, Rwempasha, Rwimiyaga i Tabagwe.